# Brother's Keeper (episodio de The Tomorrow People)
Brother's Keeper es el décimo cuarto episodio de la primera temporada de la serie estadounidense de drama y ciencia ficción, The Tomorrow People. El episodio fue escrito por Jeff Rake y Grainne Godfree y dirigido por Guy Bee. Fue estrenado el 26 de febrero de 2014 en Estados Unidos por la cadena The CW.
Tras hacer un impactante descubrimiento, Stephen intenta restaurar el orden con sus dos familias y hace un trato con Jedikiah. Con un nuevo iniciado suelto, Cara y Russell tratan de atraerlo, pero deben enfrentarse a una trampa de Ultra. Mientras tanto, Jedikiah está más cerca de desarrollar una nueva tecnología secreto que podría cambiar su futuro.

## Elenco
- Robbie Amell como Stephen Jameson.
- Peyton List como Cara Coburn.
- Luke Mitchell como John Young.
- Aaron Yoo como Russell Kwon.
- Madeleine Mantock como Astrid Finch (crédito solamente).
- Mark Pellegrino como el Dr. Jedikiah Price.

## Continuidad
- El episodio marca la primera aparición de Nathan y Cyrus.
- Hilary Cole fue vista anteriormente en Sitting Ducks.
- Stephen invita a John a quedarse en su casa, después de haber abandonado la guarida.
- John le revela a Marla que Ultra ha estado experimentando con los Chicos del mañana.
- John le cuenta a Stephen que Jedikiah ha intentado transferir los poderes de un homo superior a un humano.
- Cara le pide a John que vuelva a la guarida pero éste se niega.
- Nathan muere en este episodio.
- Se revela que Jedikiah tiene oculto el cuerpo de Roger.

## Banda sonora[3]
| N.º | Intérprete                     | Título         | Álbum                |
| --- | ------------------------------ | -------------- | -------------------- |
| 1   | The National                   | «Hard to Find» | Trouble Will Find Me |
| 2   | Project Ear feat. Dave Kennedy | «I Don't Care» | Revolution           |

## Casting
El 5 de diciembre de 2013 se informó que James Landry Hébert fue contratado para interpretar a "El fantasma" un misterios asesino que plantea la posibilidad de que los homo superior están evolucionando de forma natural en asesinos, que lleva a descubrir algo aún más sorprendente.